# Xinh mun
I xinh mun (in vietnamita: người xinh mun, detti anche puoc) sono un gruppo etnico che fa parte dei popoli khmuici e vive nelle zone montane della catena Annamita lungo le aree del confine settentrionale tra Vietnam e Laos.

## Distribuzione
Nel 1999, in Vietnam erano 18.000 nelle province di Son La e Lai Chau. Nel referendum del 1985, in Laos erano 2.160 nelle province di Houaphan e Xiangkhoang. Nel referendum laotiano del 1995 non erano presenti, probabilmente conteggiati assieme ai vicini phong-kniang. I nomi alternativi per questa etnia sono: kha puhoc, pua, puoc, puok, sing mun, xa, xinh mul, xinh mun. Non sono correlati ai singmun, un gruppo etnico dal nome simile stanziato nelle aree di frontiera tra il Laos e la Thailandia.

## Cultura
Gli xinh mun parlano un proprio idioma, il puoc, che fa parte del ramo khmuico delle lingue mon khmer settentrionali ed è mutualmente intelligibile con quelli dei vicini khang e phong-kniang.
Vivono in palafitte composte da due stanze, una è chiamata plang ed è riservata agli uomini singoli ed agli ospiti; al suo interno si trova anche l'altare per la venerazione degli spiriti protettori della casa. Il resto della famiglia, comprendente di solito tre generazioni, vive nell'altra stanza (chiamata xia) che fa anche da cucina. I cognomi più comuni sono Vi e Lo. Ogni famiglia ha un animale considerato sacro, il cui culto si tramanda ai discendenti. Sia gli uomini che le donne bevono alcolici e masticano abitualmente la noce di betel, che ha un effetto stimolante e rende i denti neri. Le comunità dei puoc frequentano spesso quelle tai dam, i vestiti ed i copricapi delle donne delle due etnie sono spesso gli stessi. Il vestito più comune delle donne è corto e dotato di bottoni d'argento a forma di farfalla.
Le religioni predominanti sono l'Animismo ed il Buddhismo Theravada, ma è praticato anche il Cristianesimo da piccoli gruppi in Vietnam. Durante le fasi di coltura del riso, si organizzano cerimonie propiziatorie e scaramantiche. Una volta all'anno si celebrano gli spiriti protettori del villaggio.

## Economia
Sono dediti principalmente all'agricoltura e fanno largo uso della pratica del debbio. I prodotti più coltivati sono il riso glutinoso ed il mais; il raccolto viene fatto a mano. Altre importanti fonti di sostentamento sono la caccia, la pesca, le bacche ed altri frutti raccolti nelle foreste. Sono abili nell'intrecciare la paglia ed il bambù. Per acquistare indumenti ed altri generi di necessità, i xinh mun barattano i loro prodotti.